# Contracte d'arrendament
El  contracte d'arrendament  o  locació  (locatio-conductio  per la seva denominació originària en llatí) és un contracte pel qual una de les parts, anomenada arrendador, s'obliga a transferir temporalment l'ús i gaudi d'una cosa moble o immoble a una altra part denominada arrendatari, qui al seu torn s'obliga a pagar per aquest ús o gaudi un preu cert i determinat.
A Espanya, el contracte d'arrendament és legislat per la Llei 29/1994 d'Arrendaments Urbans i pels articles 1542 i següents del Codi Civil d'Espanya. Segons l'Agència Tributària, el 2022 un 9,5% dels contribuents va declarar ingressos per arrendaments.

## Jurisdiccions específiques

### Índia
A l'Índia els ingressos per lloguer de la propietat són subjectes al gravamen amb el títol "ingressos per la propietat d'una casa". Es permet una deducció del 30% del total del lloguer, que és imposable.

### Russia
Un contracte d'arrendament a Rússia és una transacció de dret civil a títol onerós i és un acord que estipula que una persona transfereix a una altra propietat amb finalitats de l'ús, la possessió o l'ús, juntament amb la possessió, per a un període determinat i per un pagament específic. La transferència gratuïta de béns per part d'una persona a una altra per a les mateixes finalitats és possible, però està regulada per les regles i no té res a veure amb el lloguer, encara que algunes característiques de les transaccions gratuïtes d'aquest tipus tenen unes característiques de lloguer. El titular rep ingressos addicionals de la transacció i, en virtut de la llei, els ingressos han de ser gravats. Les taxes d'impostos pel lloguer d'habitatges també s'han de pagar; en cas contrari, el propietari n'arrisca la reputació i la falta de pagament d'impostos amenaça amb moltes conseqüències.

### Itàlia
Els contractes d'arrendament de béns immobles italians no es regeixen expressament per un contracte escrit acordat entre el propietari i l'inquilí. El dret civil italià exigeix una conformitat entre el propòsit de l'ús (per exemple residència, activitat comercial) acordat per les parts del contracte i el propòsit real de l'ús acceptat per l'arrendatari després d'haver pres possessió de la propietat. En cas de disputes rellevants, el propietari té dret a resoldre el contracte en cas d‟incompliment greu.
Si el propietari no opta per una opció expressa i inequívoca establerta per llei o contracte, l'últim queda en vigor i el jutge civil està facultat per llei per apreciar l'ús efectiu de l'immoble, així com la consciència i la tolerància implícita, expressada pel titular (en absència daccions resolutòries adoptades en relació amb el contracte). El jutge té dret a determinar un nou acord contractual, adequant les clàusules a lobjecte real de lús de limmoble. L'obligació contractual de nova importació (renda anual) sol recalcular-se d'acord amb els contractes model determinats per l'associació de propietaris i arrendataris d'immobles, tant nacionals com provincials.